# El Censor (1820-1822)
El Censor. Periódico político y literario fue un semanario impreso en Madrid entre el 5 de agosto de 1820 y el 13 de julio de 1822, durante el Trienio Liberal.

## Historia
Aunque empezó en la imprenta de Collado, luego tuvo imprenta propia administrada por León Amarita, el fundador de la publicación. La colección completa llegó a alcanzar 17 volúmenes desde su número primero (5 de agosto de 1820) al último, el 102 (13 de julio de 1822). Cada uno constaba de ochenta páginas en octavo de caracteres Didot impresas con una máquina Stanhope de hierro fundido inventada en 1800 por lord Charles, III conde de Stanhope, para reducir la fuerza requerida en un 90 % duplicando el área de impresión y doblando la tirada hasta las 480 páginas por hora. La subscripción trimestral importaba sesenta reales de vellón y su redacción estaba compuesta por destacados intelectuales afrancesados.
Era sin duda la publicación mejor escrita y de mayor calidad cultural de la época y se ganó un cierto prestigio. El impresor y editor León Amarita la creó una vez promulgada la amnistía política tras el golpe liberal del general Rafael del Riego y toda su redacción la formaban afrancesados liberales moderados.
La dirigió el gran satírico y sacerdote Sebastián Miñano y lo redactaron también Alberto Lista y José Mamerto Gómez Hermosilla. Nació con el fin de censurar a liberales exaltados y defender las doctrinas neoclásicas e ilustradas. Mantuvo ásperas polémicas con El Zurriago, periódico exaltado por excelencia del periodo dirigido por el jacobino Félix Mejía, y con El Universal, con quien disputó la mayor parte de las veces. Lista se encargaba de los artículos políticos (en los que se trataban temas sobre el constitucionalismo o libertad de imprenta) y redactaba también las crónicas parlamentarias. Hermosilla dirigió la sección literaria, con artículos de literatura dramática y crítica literaria y teatral, defendiendo a ultranza el neoclasicismo. También reproducía noticias de otros periódicos. Por su parte, el abate Miñano, más conocido como "El Pobrecito Holgazán", se dedicó a la sátira costumbrista y política y escribió las célebres y mordaces cartas políticas tituladas Lamentos políticos de un Pobrecito Holgazán que estaba acostumbrado a vivir a costa ajena, en las que hacía una feroz crítica del Antiguo Régimen en España; estos artículos hicieron muy popular no solo al Censor, sino a Miñano.